# Concerts (Henry Cow)
Concerts è un doppio album dal vivo del gruppo musicale Henry Cow, pubblicato nel 1976.

## Descrizione
Concerts fu il primo album che il gruppo si autofinanziò integralmente in vista del distacco dalla Virgin Records, poi sancito formalmente nel 1977; la casa discografica di Richard Branson distribuì comunque il disco negli Stati Uniti tramite l'etichetta sussidiaria Caroline. Il materiale che compone l'album è tratto da concerti e sessioni per la radio che il gruppo tenne in Europa tra il settembre 1974 e l'ottobre 1975.
Il primo dei due dischi è riservato a versioni dal vivo di composizioni già edite, riarrangiate e spesso unite assieme:
- il lato A fu interamente registrato il 5 agosto 1975 negli studi della BBC a Maida Vale, Londra per il programma radiofonico John Peel Sessions e consiste in un medley costruito attorno al brano Beautiful as the Moon: Terrible as an Army with Banners, nel quale il gruppo inserisce tra l'altro una cover di Gloria Gloom dei Matching Mole (da Little Red Record, 1972);[2]

- il lato B si apre con due brani tratti da un concerto tenuto al New London Theatre del 21 maggio 1975 con ospite Robert Wyatt il quale, oltre a cantare la canzone Bad Alchemy in coppia con Dagmar Krause, interpreta il brano Little Red Riding Hood Hit the Road tratto dal suo primo album come solista, Rock Bottom (1974);[3] a seguire, lo strumentale Ruins, registrato al Palamostre di Udine il 13 ottobre 1975.[3]

Il secondo disco contiene esclusivamente brani di improvvisazione libera ciascuno dei quali prende il titolo dal luogo in cui fu registrato:
- Oslo: galleria d'arte moderna "Henie Onstad", Høvikodden, fiordo di Oslo (Norvegia) – 25 luglio 1975;[3]
- Groningen / Groningen Again: Vera Club, Groninga (Paesi Bassi) – 26 settembre 1974;[3]
- Udine: Palamostre, Udine (Italia) – 13 ottobre 1975.[3]

Le edizioni in CD dell'album (East Side Digital, 1995 e RēR, 2006) presentano le dodici tracce del doppio LP originale in ordine differente e contengono tre brani aggiuntivi, tutti registrati nel 1973 presso il Manor Studio di proprietà di Richard Branson a Shipton-on-Cherwell e già editi quello stesso anno su un doppio album dal vivo di autori vari dal titolo: Greasy Truckers Live at Dingwalls Dance Hall. Sulla ristampa del 2006, inoltre, il brano Oslo compare suddiviso in otto tracce – tutte senza titolo – corrispondenti ai diversi momenti musicali degli oltre venticinque minuti d'improvvisazione.

## Tracce

### LP
Lato A
1. Beautiful as the Moon: Terrible as an Army with Banners – 5:41 (Chris Cutler, Fred Frith)
2. Nirvana for Mice (strumentale) – 5:30 (musica: Frith)
3. Ottawa Song – 4:15 (Frith, Cutler)
4. Gloria Gloom – 4:13 (Robert Wyatt, Bill MacCormick)
5. Beautiful as the Moon Reprise – 3:11 (Frith, Cutler)

Lato B
1. Bad Alchemy – 2:54 (Peter Blegvad, John Greaves)
2. Little Red Riding Hood Hit the Road – 5:49 (Wyatt)
3. Ruins (strumentale) – 16:29 (musica: Frith)

Lato C
1. Oslo (strumentale) – 29:02 (musica: Henry Cow)

Lato D
1. Groningen (strumentale) – 8:53 (musica: Henry Cow)
2. Udine (strumentale) – 9:39 (musica: Henry Cow)
3. Groningen Again (strumentale) – 7:26 (musica: Henry Cow)

### CD(1995)
CD1
1. Beautiful as the Moon: Terrible as an Army with Banners – 22:46
2. Bad Alchemy / Little Red Riding Hood Hit the Road – 8:16
3. Ruins – 16:14
4. Groningen – 8:49
5. Groningen Again – 7:12

CD 2
1. Oslo – 25:59
2. Off the Map (bonus track) – 8:30 (Cutler, Frith, Tim Hodgkinson)
3. Cafe Royal (bonus track) – 3:22 (Frith)
4. Keeping Warm in Winter / Sweet Heart of Mine (bonus track) – 10:06 (Frith, Greaves, Henry Cow)
5. Udine – 9:29

## Formazione
- Lindsay Cooper – flauto traverso, flauto dolce, fagotto, oboe, pianoforte
- Chris Cutler – batteria, pianoforte
- Fred Frith – chitarra elettrica, pianoforte, violino, xilofono
- John Greaves – basso elettrico, pianoforte
- Tim Hodgkinson – organo elettronico, sassofono alto, clarinetto
- Dagmar Krause – voce
- Robert Wyatt – voce (LP: tracce 6, 7)